# Objektummodellező nyelv
Az objektummodellező nyelv egy szabványos szimbólumkészlet, amelyet egy szoftverrendszer modellezésére használnak egy objektumorientált keretrendszer segítségével. A szimbólumok lehetnek informálisak vagy formálisak, az előre meghatározott grafikus sablonoktól a grammatikák és specifikációk által meghatározott formális objektummodellekig terjedően.
A modellező nyelv általában az objektumorientált fejlesztés módszertanához kapcsolódik. A modellező nyelv határozza meg a modell elemeit. Például, hogy egy modellnek vannak osztályai, metódusai, objektumtulajdonságai stb. A módszertan meghatározza azokat a lépéseket, amelyeket a fejlesztőknek és a felhasználóknak meg kell tenniük a szoftverrendszer fejlesztése és karbantartása érdekében. Ilyen lépések például a követelmények meghatározása, a kód fejlesztése és a rendszer tesztelése.

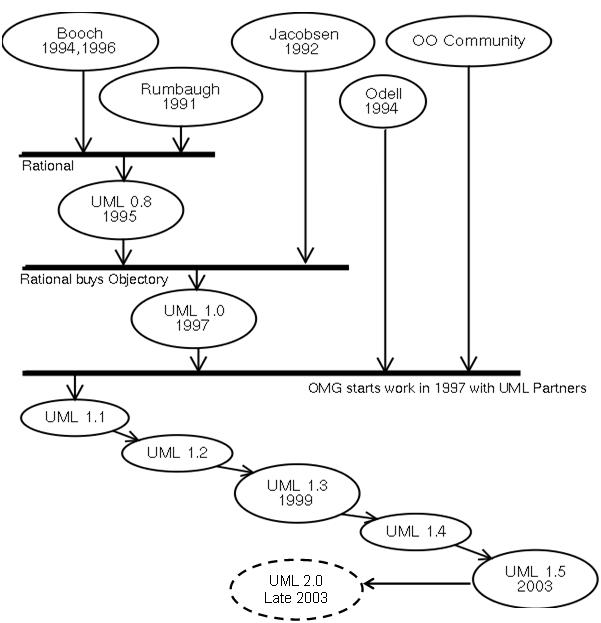
Fontos mérföldkövek az UML fejlődésében: az egyik legjelentősebb, napjainkban is használt objektummodellező nyelv

Gyakran előfordul, hogy a modellező nyelvet és a modellezési módszertant nem különböztetik meg. Például a Booch-módszer hivatkozhat Grady Booch diagramozási szabványára, módszertanára vagy mindkettőre. Vagy a Rumbaugh Object Modeling Technique (Objektum Modellezési Technika) egyszerre egy diagramkészlet és egy folyamatszemlélet az objektumorientált rendszerek fejlesztéséhez.
Az objektumorientált közösség korai éveiben számos, egymással versengő modellezési és módszertani szabvány létezett. A Booch és a Rumbaugh módszerek voltak a legnépszerűbbek. Ivar Jacobson Objectory-ja, valamint a Shlaer-Mellor és Yourdon-Coad módszerek szintén népszerűek voltak.
Azonban az objektumorientált közösség nagyra értékeli az újrafelhasználhatóságot és a szabványosítást. Amint az az ábrán látható, a 90-es évek közepétől kezdődően erőfeszítések történtek a vezető modellek összehangolására és egy egységes specifikációra való összpontosításra. Az ábra az egyik legfontosabb objektummodellező nyelvi szabvány, az Unified Modeling Language (UML) fejlődését mutatja be.
Az UML azzal a céllal kezdődött, hogy a közösség néhány meghatározó gondolkodója szabványos nyelvet hozzon létre az OOPSLA '95 konferencián. Eredetileg Grady Booch és James Rumbaugh egyesítették modelljeiket egy egységes modellbe. Ezt követte Booch cége, a Rational Software, amely megvásárolta Ivar Jacobson Objectory cégét, és beolvasztotta modelljét az UML-be. Akkoriban a Rational és az Objectory két meghatározó szereplő volt az objektumorientált eszközök és módszerek független szállítóinak kis világában.
Az Object Management Group ezután átvette az UML tulajdonjogát. Az OMG az objektumorientált világ egyik legbefolyásosabb szabványügyi szervezete. Az UML egyszerre formális metamodell és grafikus sablonok gyűjteménye. A metamodel meghatározza az objektumorientált modell elemeit, mint például az osztályokat és tulajdonságokat. Lényegében ugyanaz, mint a metamodell olyan objektumorientált nyelvekben, mint a Smalltalk vagy a CLOS. Azonban ezekben az esetekben a metamodel elsősorban arra szolgál, hogy a fejlesztők futásidőben dinamikusan vizsgálják és módosítsák az alkalmazás objektummodelljét. Az UML metamodel matematikailag formális alapot nyújt a modellező nyelv által használt különböző grafikus nézetekhez, amelyek egy kialakuló rendszert írnak le.
A következő diagram szemlélteti az UML által meghatározott különböző grafikus sablonok osztályhierarchiáját. A szerkezeti diagramok meghatározzák egy objektum statikus szerkezetét: helyét az osztályhierarchiában, más objektumokkal való kapcsolatát stb. A viselkedésdiagramok meghatározzák a modell dinamikus aspektusait, az üzleti folyamatok logikáját, az elosztott objektumok koordinációját és időzítését stb.

Az UML-diagramok típusai

## Fordítás
Ez a szócikk részben vagy egészben  az   Object-modeling language című angol Wikipédia-szócikk ezen változatának fordításán alapul.  Az eredeti cikk szerkesztőit annak laptörténete sorolja fel. Ez a jelzés csupán a megfogalmazás eredetét és a szerzői jogokat jelzi, nem szolgál a cikkben szereplő információk forrásmegjelöléseként.